# 제22통신여단
제22통신여단(22nd Signal Brigade)은 미국 육군 통신대의 여단이다. 표어는 "Victory's Voice".

## 역사
부대는 1945년에 제22통신근무단으로서 창설되어, 1948년 6월 20일까지 유럽 군정군의 통신지원부대로서 종사하였다.
1951년 9월 27일, 정규군으로 할당되고, "근무(Service)" 문자가 빠지고 제22통신단으로 개명되었다. 10월에 6.25 전쟁에 통신지원을 위해 전개하였고, 휴전 협정이 맺어진 뒤 2년 후인 1955년에 해산하였다.
1963년 8월 19일에 주독 미군 부대로 지정되었고, 재소집되었다. 유럽 육군 대류권 산란(ET-A) 통신운용부대로서 벨기에의 앙갱 단파 통신소를 포함한 43개 HF 단파 통신소의 운용임무가 맡겨졌고, 8월에 유럽 전략교신사령부로 전속하였다.
1967년 11월 13일, NATO와 주불 미군에 대한 프랑스의 철수 요구에 따라 모든 부대가 재배치될 때까지 통신지원을 맡았다. 제22통신단은 독일 만하임에서 해산하고, TO&E 부대로 남겨졌다.
1980년 4월에 임시 통신여단이 창설되었는데, 임시 통신여단은 반년이 안되어 9월 16일에 제5군단 (미국)제5군단 통신지원부대인 제22통신여단이 되었다. 이때 여단은 3개 대대인 지휘통제 지원부대인 제17통신대대, 무선중계를 맡은 제32통신대대, 지역 통신지원을 맡은 제440통신대대로 편성되었다.
사막 폭풍 작전 이때 여단은 이동가입자장비(MSE)를 지급받았고, 제3기갑사단에 통신지원을 하기 위해 투입된 제143통신대대는 MSE를 운용하였다. 사우디아라비아에 전개하였다. 전쟁 이후, 유럽 육군이 재편성됨에 따라 여단은 독일 오버우어젤의 캠프 킹에서 다름슈타트의 켈리 막사로 이사하였다.
2005년 10월부터까지 2006년 10월까지 1년 간의 순환 배치에 따라 제5군단과 함께 이라크 자유 작전에 참전하였다. 이듬해 2007년 5월 22일, 독일 다름스타드에서 제32, 440통신대대를 포함하여 여단 전체가 해산하였다.
2021년 11월 24일, 워싱턴주 루이스-맥코드 합동기지에서 제1(I)군단의 통신지원부대로서 재소집되었다.

## 부대
현재
- 제51원정통신대대

이전
- 제17통신대대
- 제32통신대대
- 제68통신대대
- 제440통신대대
- 제447통신대대
- 제32통신분견대

## 참고
1. ↑  Matt Millham (2007년 5월 23일). “It’s over and out for the 22nd Signal Brigade” (영어). Stars and Stripes. 2023년 5월 19일에 확인함.
2. ↑  Capt. George Wasickanin (2021년 11월 24일). “New Signal Brigade activates at Joint Base Lewis-McChord” (영어). 22d Corps Signal Brigade Public Affairs. 2023년 5월 19일에 확인함.

- “22nd Signal Brigade”. 《usarmygermany.com》 (영어). 2023년 5월 19일에 확인함.
- “22nd Signal Brigade”. 《globalsecurity.org》 (영어). 2023년 5월 19일에 확인함.
- “Farewell 22nd Signal Brigade” (PDF). Echo (영어). 2007. 30-32(32-34)쪽. 2011년 5월 22일에 원본 문서 (PDF)에서 보존된 문서. 2023년 5월 19일에 확인함.